# Vladimir Kirillovitj af Rusland
Vladimir Kirillovitj (Vladimir Kirillovich Romanov, Kyrillisk: Влад́имир Кир́иллович Ром́анов; født 30. august 1917, død 21. april 1992), storfyrste af Rusland, var overhoved for den kejserlige Romanov familie fra Rusland og titulær kejser af Hele Rusland (De historiske områder som udgjorde zar-Rusland og som i dag udgør Rusland, Hviderusland, Ukraine, Kazakhstan, Finland, Estland, Letland, Litauen og Polen) fra 1938 og til hans død.
Vladimir var søn af storfyrst Kirill Vladimirovitj af Rusland, ældste søn af Vladimir Alexandrovitj af Rusland og oldebarn af Alexander 2. af Rusland. Vladimir var far til Ruslands nuværende tronprætendent Maria Vladimirovna af Rusland.